# Gaston Gustave Bossuyt

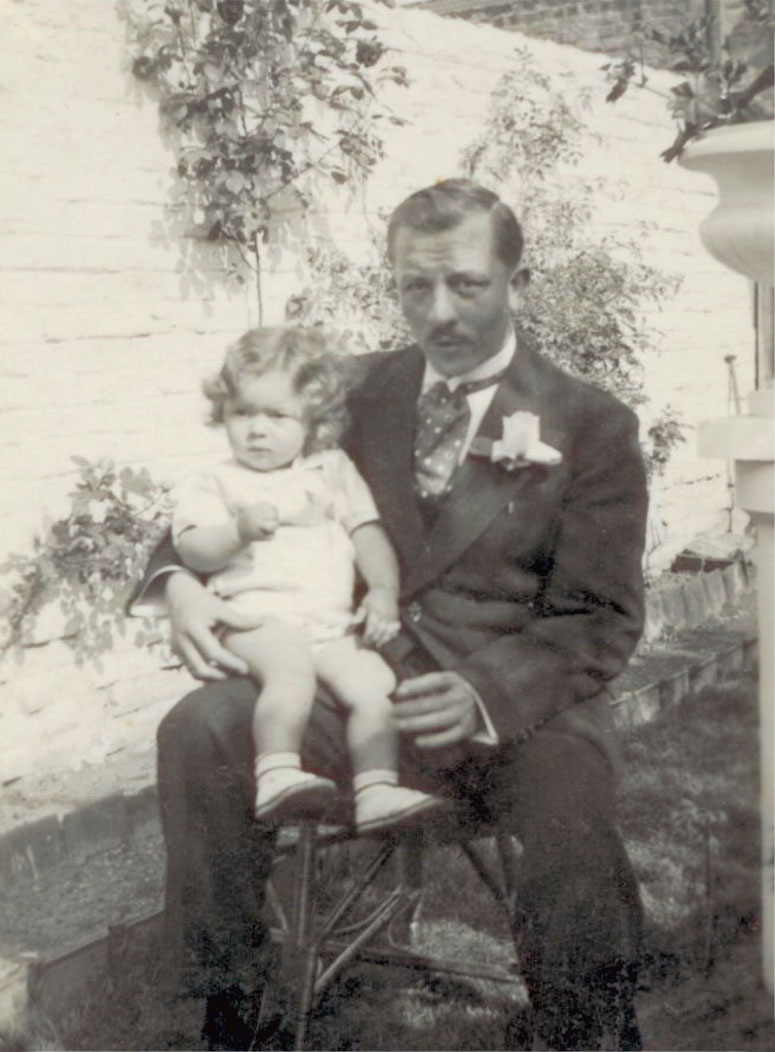
Senator Gaston Bossuyt met kleindochter Liliana Bossuyt.

Gaston Gustave Bossuyt (Kortrijk, 9 april 1885 - Kortrijk, 9 mei 1947) was een Belgisch senator.

## Levensloop
Gaston Bossuyt werd propagandist voor de christelijke textielcentrale. Hij werd achtereenvolgens:
- 1919-1920: voorzitter Kortrijk, Christelijk Werkersverbond,
- 1920-1931: voorzitter Gewestelijk Vakverbond, Kortrijk,
- 1931-1940: voorzitter ACW, provincie Kortrijk,
- 1944-1947: voorzitter textielcentrale.

In de politiek werd hij voor de katholieke partij:
- 1925-: gemeenteraadslid van Kortrijk,
- 1933-: schepen van Kortrijk,
- van 1925 tot 1929 was hij provinciaal senator West-Vlaanderen,
- van 1929 tot 1946 was hij rechtstreeks verkozen senator voor het arrondissement Kortrijk.

De zoon van Gaston Bossuyt, Maurits Bossuyt (1907-1958) was schepen van Kortrijk (1947-1949) en daarna was hij bestendig afgevaardigde van West-Vlaanderen (1949-1958).